# Claire Vallée
Pour les articles homonymes, voir Vallée (homonymie).
Claire Vallée, née à Nancy le 13 janvier 1980 est une cheffe cuisinière française. En 2021, elle reçoit, pour son restaurant ONA, la première étoile Michelin accordée à un restaurant végan.

## Biographie

### Jeunesse et études
Claire Vallée est native de Nancy et passe son enfance à Montélimar. Elle est titulaire d'un doctorat en archéologie. 
À la suite de ses études, elle travaille dans la restauration à Crans-Montana en Suisse pour un job d'été et y reste finalement huit ans. Elle est repérée puis formée à la pâtisserie, et devient cheffe. À la suite d'un séjour en Thaïlande, elle devient végétarienne et, de retour en France, se rend compte qu'elle a une aversion pour préparer la viande et le poisson,.

### Carrière
En 2016, elle ouvre son restaurant végan ONA (pour « Origine non animale ») à Arès, à la suite d'une campagne de financement participatif qui lui permet de récolter 10 000 euros et grâce au financement d'une banque solidaire, la Nef. Au-delà de l'alimentation, Claire Vallée parle d'une démarche « cohérente dans l’ensemble » : le véganisme est également présent dans les boissons et la décoration, le restaurant composte ses déchets et utilise de l'électricité verte de chez Enercoop. 
En 2018, elle décroche une fourchette Michelin et deux toques Gault & Millau. Son restaurant est alors le premier établissement bio et végan récompensé par ces guides. 
En 2021, elle reçoit la première étoile Michelin accordée en France à un restaurant végan. Elle reçoit également une étoile verte, qui récompense les établissements pour leur démarche écoresponsable. 
En novembre 2022, elle annonce la fermeture définitive de son restaurant, à cause, notamment, de la difficulté à recruter du personnel,.